# اون دیل
اون دیل (انگلیسی: Owen Dale؛ زادهٔ ۱ نوامبر ۱۹۹۸) بازیکن فوتبال است.
از باشگاه‌هایی که در آن بازی کرده‌است می‌توان به باشگاه فوتبال ویتون آلبیون اشاره کرد.